# Internetszolgáltatók Tanácsa
A  Magyarországi Internetszolgáltatók Tanácsa Tudományos Egyesület (ISZT) 1997-ben alakult abból a célból, hogy a magyar internetszolgáltatók közötti szakmai koordinációt és érdekképviseletet biztosítsa. Alakulása óta a két legfontosabb tevékenysége a magyar domainnév-rendszer üzemeltetése és adminisztrációja (.hu alatti nevek), valamint a BIX adatkicserélő-központ létrehozása és üzemeltetése.
Az ISZT a magyar domain rendszer üzemeltetője (vagy más néven a „Nyilvántartó szervezet”): az egyesület alkotja és aktualizálja a magyarországi domain-rendszer használatára vonatkozó szabályzatot, valamint a vele kapcsolatban levő domainregisztrátor-szervezeteken Archiválva 2005. december 25-i dátummal a Wayback Machine-ben keresztül végzi a .hu domain nevek regisztrációját, illetve ezen regisztrációk adminisztrációját és törlését.
Az ISZT tagjai internetszolgáltató cégek lehetnek, amennyiben a felvételi követelményeket teljesítik és az éves tagdíjat megfizetik.

## Külső hivatkozások
- Az ISZT honlapja
- A magyar domainrendszer weblapja